# Marchese di Sesto Ulteriano
Il titolo di Marchese di Sesto Ulteriano è stato un titolo nobiliare milanese che venne concesso a Alessandro Teodoro Trivulzio (1616), un condottiero milanese, discendente dell'omonima casata milanese, nel 1656.
Il titolo confluì in quello di Principe di Musocco nel 1885 quando il senatore Giangiacomo Trivulzio fu elevato al titolo principesco.

## Storia
Il ramo si origina da Alessandro Teodoro, figlio del patrizio milanese Giorgio Teodoro (1585-1648), figlio a sua volta di Paolo Alessandro (m. 1589), figlio naturale legittimato di Gian Giacomo Teodoro (m. 1577), figlio di Girolamo Teodoro (m. 1524), figlio di Gianfermo (m. 1491), fratello del celebre condottiero Gian Giacomo Trivulzio.
A Paolo Alessandro era stato devoluto il feudo di Corte Palasio in occasione della sua legittimazione nel 1561. Giorgio Teodoro comprò in contanti terreni nel bucolico paese di Sesto Ulteriano, ai quali appoggiare il feudo palagino, ma fu suo figlio a vederne i frutti. Sesto rimase tuttavia una questione privata, rimanendo il feudo basato a Corte Palasio.

## Marchesi di Sesto Ulteriano (1656), principi di Musocco (1885)
- Alessandro Teodoro (1616-1693), I marchese di Sesto Ulteriano
- Giorgio Teodoro (1656-1719), II marchese di Sesto Ulteriano
- Alessandro Teodoro (1694-1763), III marchese di Sesto Ulteriano
- Giorgio Teodoro (1728-1802), IV marchese di Sesto Ulteriano
- Alessandro (1773-1805), V marchese di Sesto Ulteriano
- Gian Giacomo (1774-1831), VI marchese di Sesto Ulteriano, fratello del precedente
- Giorgio Teodoro (1803-1856), VII marchese di Sesto Ulteriano
- Gian Giacomo (1839-1902), VIII marchese di Sesto Ulteriano, dal 1885 ottiene anche il titolo di I principe di Musocco
- Luigi Alberico (1868-1938), II principe di Musocco, IX marchese di Sesto Ulteriano
- Gian Giacomo (1896-1978), III principe di Musocco, X marchese di Sesto Ulteriano